# Rajtar na białym koniu
Rajtar na białym koniu – obraz Aleksandra Orłowskiego powstały w 1827 roku. Obecnie przechowywany w Muzeum Narodowym w Warszawie.
Ukazany centralnie jeździec nosi typowo rajtarski rynsztunek: botforty, sięgający do kolan kolet z długimi rękawami, skórzane rękawice i kapelusz z szerokim rondem, ozdobiony długim białym piórem. Na nałożonym na kolet kirysie ma przewieszoną opończę. W prawej dłoni dzierży rapier skierowany klingą do góry, a lewą trzyma wodze konia. Z lewej strony siodła widoczny jest pistolet w olstrze, a u lewego boku zwisa mu pochwa broni. Z tyłu i przodu jeźdźca widać innych podobnie uzbrojonych rajtarów.
Jeden z wielu portretów konnych w twórczości Aleksandra Orłowskiego. Do innych należą, również przechowywane w tym muzeum:
- Oddział Kirgizów
- Dwaj jeźdźcy kałmuccy (1820)
- Jeździec w białym kaftanie (1809)
- Dostojnik perski (1811)